# Девојачки бунар
Девојачки бунар је излетиште и викендашко насеље у Делиблатској пешчари, општина Алибунар у АП Војводини, Србија. Налази се у атару насеља Банатски Карловац (удаљено 7 km), а представља велико викендашко насеље у коме има око 50 стално насељених домаћинстава и још преко 1.000 стамбених објеката викендашког типа.
Поштански број Девојачког бунара је 26316.
Поред више туристичких објеката, пансиона и ресторана, постоји и два отворена базена са термалном водом. Постоје изразити потенцијали за туризам али још увек без адекватних изграђених капацитета.
Основано је 1895. године под називом Векерлова колонија на простору који су заузимале раније виноградарске куће.